# Федорів Юрій
Ю́рій Дми́трович Фе́дорів (літературний псевдонім — Юрій Мозіль; 21 березня 1907, Саджава, тепер Богородчанський район Івано-Франківської області — 28 грудня 2001, Угорники, біля Івано-Франківська ) — український греко-католицький священник, історик, письменник.

## Життєпис
Богослов'я вивчав у Львівській Богословській Академії, а потім у Карловому університеті в Празі, одночасно студіюючи в Українському вільному університеті. 6 липня 1942 року захистив докторську дисертацію з філософії в УВУ. Священничі свячення 12 червня 1949 року з рук владики Ісидора Борецького в Торонто. З 1949 року душпастирював у Торонто, професор історії Церкви Українського католицького університету в Римі.

### Автор
- «Історія Церкви в Україні» (1967),
- «Обряди Української Церкви» (1970),
- «Організаційна структура Української Церкви» (1990),
- «У таборі смерти» (1952),
- «Крізь залізну завісу» (1953),
- «Записки політв'язня. Спомини з польської тюрми» (1958),
- «На Вронках. Спомини політв'язня» (1959),
- «Свята Земля. Спомини паломника» (1959),
- «На Чернечій горі Атос. Записки паломника» (1960),
- «На святих місцях. Дневник українського паломництва з Канади до Святої Землі» (1962),
- статті в журналах «Богословія», «Обнова» й ін.